# Eduardo Calvo García
Eduardo Calvo García (Madrid, 16 ottobre 1949) è uno scrittore, sceneggiatore e politico spagnolo.

## Biografia
Laureato in giurisprudenza presso l'Università Complutense di Madrid, è stato per tredici anni professore di sociologia al Complutense e alla Facoltà di Scienze dell'Informazione. Fu poi direttore delle sedi dell'Instituto Cervantes ad Algeri e Orà, Beirut, Manila, Il Cairo, Alessandria d'Egitto e Tangeri. Nel 1967 entra a far parte del Partito Comunista di Spagna, e durante il regime militante di Franco nella Lega Comunista Rivoluzionaria.
Scrisse poesie, romanzi e saggi ed è stato anche sceneggiatore o co-sceneggiatore dei film Barrios altos (1987), Gallego (1988), Da sola con te (1989), per il quale si aggiudicò (con Agustín Díaz Yanes e Manuel Matji) nel 1991 il Premio Goya per la migliore sceneggiatura originale e di alcuni episodi della serie Curro Jiménez: El regreso de una leyenda e Nazca (1995), del quale fu anche autore del soggetto.
È stato eletto deputato dai Ciudadanos alle elezioni generali spagnole del 2019 per la provincia di Segovia nella XIII Legislatura.

## Opere

### Raccolte di poesie
- El cantar de las sirenas (1971)
- Visión de la penumbra (1981)
- Bajo la única noche (2000)
- Sobre la discordia (2008)

### Saggi
- El cine (1975)
- La risa de los dioses (1988)

### Romanzi
- El dueño de la luna (1978)
- La edad geométrica (1981)
- El diablo al amanecer (1983)
- Desde la isla (2000)
- Al final del fuego (2008)

## Riconoscimenti
- Premi Goya 1991:
  - migliore sceneggiatura originale per Da sola con te